# Horizon Forbidden West
Horizon Forbidden West is een action-adventurespel ontwikkeld door Guerrilla Games en uitgegeven door Sony Interactive Entertainment. Het spel is uitgekomen op 18 februari 2022 voor de PlayStation 4 en PlayStation 5.
Horizon Forbidden West is het vervolg op het computerspel Horizon Zero Dawn uit 2017, en speelt zich af in een post-apocalyptische open wereld met een third-person perspectief.

## Gameplay
Spelers besturen Aloy, een jager in een wereld die wordt bevolkt door machines. Het spel speelt zich af in een open wereld van post-apocalyptisch Californië, Utah en Nevada, en verkent een mysterieuze locatie die bekend staat als het Verboden Westen. De kaart is groter dan het eerste spel, gevuld met geheimen die onder ruïnes uit de wereld van de ouden liggen. De game bevat een groot aantal iconische locaties, waaronder een verwoeste San Francisco en de Yosemite Valley met verschillende gebieden.
Een van de belangrijkste toevoegingen aan het vervolg is het element van verkenning onder water. Spelers kunnen de mysteries onder de oppervlakte van zeeën, meren en rivieren ontdekken.

## Verhaal
Horizon Forbidden West vervolgt het verhaal van Aloy, een jonge jager van de Nora-stam die op een zoektocht wordt gestuurd naar een mysterieus grensgebied dat zich uitstrekt van Utah tot aan de Pacifische kust om de bron te vinden van een mysterieuze plaag die alles doodt en besmet. Op haar reis door de onbekende landen van het Verboden Westen, ontmoet ze vijandige gebieden vol bedreigingen en wordt Aloy geteisterd door stormen, vijanden en dodelijke machines, zowel nieuw als oud. Terwijl Aloy de bredere en diepere delen van het Verboden Westen probeert te verkennen, ontdekt ze een breed scala aan verschillende ecologische ecosystemen, waaronder weelderige valleien, droge woestijnen, besneeuwde bergen, tropische stranden en verwoeste steden, zowel boven als onder water.

## Ontwikkeling
Horizon Forbidden West is een vervolg op Horizon Zero Dawn uit 2017. Het spel is ontwikkeld door Guerrilla Games en uitgegeven door Sony Interactive Entertainment voor de PlayStation 4 en PlayStation 5. Ashly Burch en Lance Reddick hernemen hun rol als Aloy en Sylens. De game werd aangekondigd tijdens Sony's PlayStation 5-onthullingsevenement op 11 juni 2020.
De PlayStation 5-versie van de game zal profiteren van de verhoogde verwerkingskracht van de console, de aangepaste opslag op de solid-state schijf, de Tempest Engine en de Dualsense-controller om functies zoals geavanceerde haptische feedback, ruimtelijke 3D-audio en kortere laadtijden te ondersteunen. De game zal ook een bijgewerkte versie van de Decima-engine bevatten, hoofdzakelijk ontwikkeld door Guerrilla Games.
Een stripboekenserie, die zich afspeelt na de gebeurtenissen in de eerste game, werd op 5 augustus 2020 door Titan Comics gepubliceerd. Op 27 mei 2021 toonde Guerrilla Games een omvangrijke 14 minuten durende PlayStation 5 gameplay-demo voor Horizon Forbidden West, gepresenteerd door Mathijs de Jonge en Ben McCaw, in Sony's State of Play-presentatie.
Eind juni 2023 lekte uit dat productiekosten 212 miljoen dollar bedroegen. Marketingkosten zijn hierbij niet inbegrepen.

## Cast
| Acteur        | Rol     |
| ------------- | ------- |
| Ashly Burch   | Aloy    |
| Lance Reddick | Sylens  |
| John Hopkins  | Erend   |
| Alison Jaye   | Alva    |
| Geno Segers   | HEKARRO |
| Nigel Barber  | Uthid   |